# Qingxu
Qingxu (清徐县,  Qīngxú Xiàn) ist ein chinesischer Kreis, der zum Verwaltungsgebiet der bezirksfreien Stadt Taiyuan, der Hauptstadt der Provinz Shanxi, gehört. Er hat eine Fläche von 605,8 km² und zählt 344.472 Einwohner (Stand: Zensus 2020). Sein Hauptort ist die Großgemeinde Qingyuan (清源镇).